# 稲毛 (千葉市)
稲毛（いなげ）は、千葉県千葉市稲毛区の地名。現行行政地名は稲毛一丁目から稲毛三丁目。郵便番号は263-0034。

## 地理
千葉市稲毛区西部に位置しており美浜区に隣接している。東は稲毛東に、西は稲毛海岸に、南は稲丘町に、北は稲毛町に接している。

## 交通

### 鉄道
- 京成電鉄 千葉線
  - 京成稲毛駅

### 道路
- 国道14号
- 千葉県道134号稲毛停車場稲毛海岸線

## 施設
- 稲毛公園
- 稲毛浅間神社
- 千葉市民ギャラリー・いなげ
- 千葉市ゆかりの家・いなげ
- 旧神谷伝兵衛稲毛別荘